# Enskede gård
Enskede gård est un quartier du district d'Enskede-Årsta-Vantör à Stockholm en Suède,.

## Description
Enskede gård est un quartier de Söderort.
Le quartier borde Johanneshov, Gamla Enskede, Enskedefältet et Årsta.
Le quartier n'a pas de centre commercial, les plus proches se trouvent à Johanneshov et Gamla Enskede.

## Zone industrielle
La zone industrielle de Bolidenvägen a été construite à peu près en même temps que la zone des abattoirs.
| Nom             | Adresse                             | Const.     | Entreprise d'origine                      |
| --------------- | ----------------------------------- | ---------- | ----------------------------------------- |
| Lindetorp 3     | Bolidenvägen 6                      | Cirka 1913 | Tannerie pour le fabricant Nils Waldin    |
| Lindetorp 4     | Tjurhornsgränd 2/Bolidenvägen 8-10  | Cirka 1916 | AB R&H Lundin, industrie agroalimentaire. |
| Renseriet 1     | Tjurhornsgränd 5-7                  | Cirka 1926 | Cyanure d'hydrogène                       |
| Renseriet 12    | Bolidenvägen 12                     | Hus 1 1915 | Charcuterie                               |
| Renseriet 14-15 | Bolidenvägen 20-22                  | Cirka 1930 | Fumoir à poisson, forge.                  |
| Renseriet 26    | Tjurhornsgränd 3/Bolidenvägen 14-16 | Cirka 1916 | Schaub & co                               |
| Tjurhornet 14   | Johanneshovsvägen 103-105           | Cirka 1940 |                                           |

## Transports

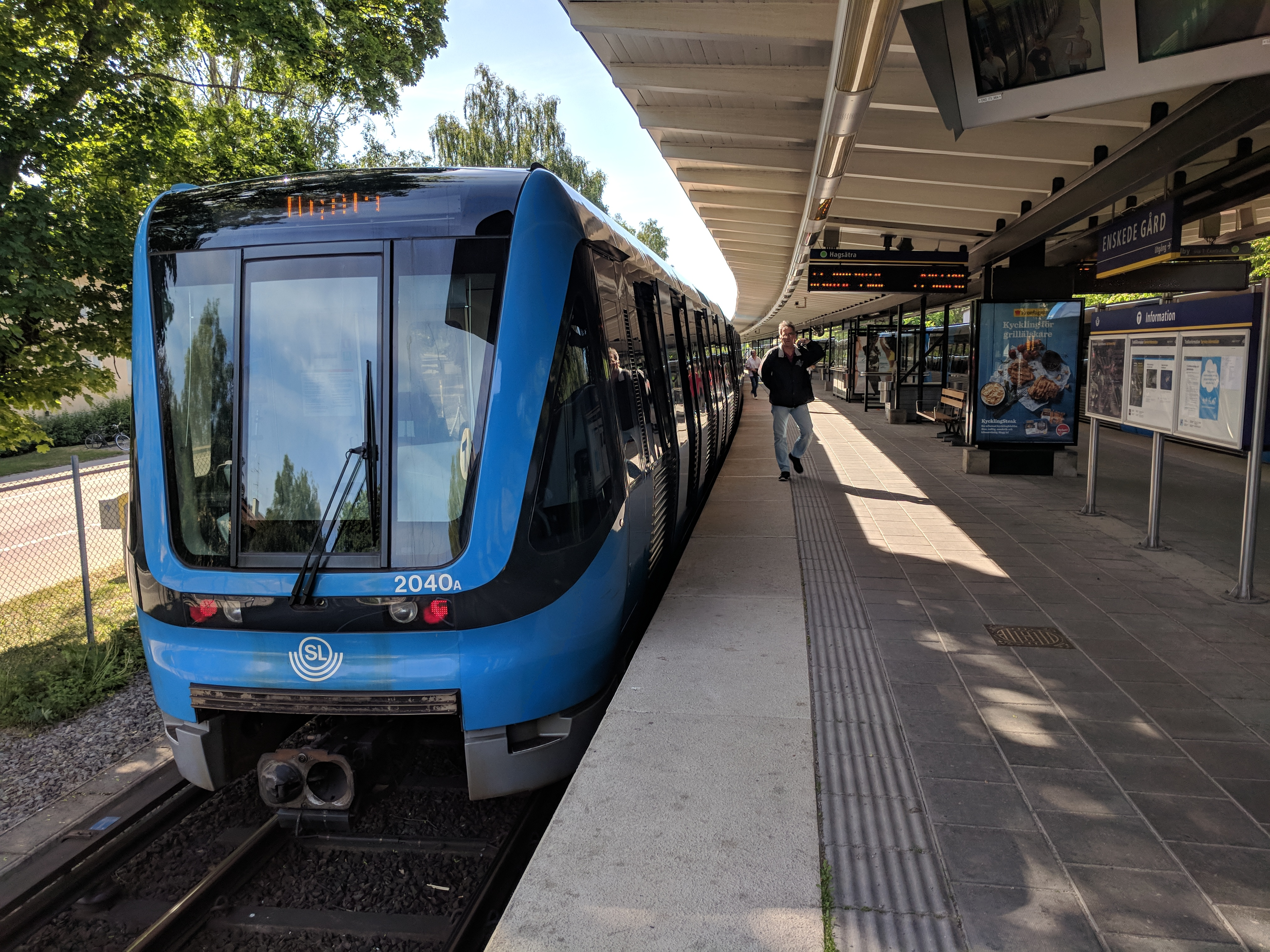
Station Enskede gård du métro de Stockholm.

Le quartier est desservi par la station Enskede gård du métro de Stockholm et la station Linde du Tvärbanan.
Les bus 144 et 168 s'arrêtent à Johanneshovsvägen et le bus 163 s'arrête à Enskedevägen.

## Bâtiments classés
Entre 2004 et 2007, le Musée municipal de Stockholm a inventorié tous les bâtiments du quartier construits avant 1990.
Les biens les plus précieux ont reçu une étiquette bleue, ce qui signifie qu'ils bénéficient de la plus forte protection et que la valeur culturelle et historique du bien correspond aux exigences de construction de monuments de la loi sur l'environnement culturel. Lors de l'inventaire, cinq bâtiments ont reçu un label bleu. Un certain nombre d'installations ont reçu un label vert, la deuxième valeur la plus élevée, ce qui signifie que la propriété est particulièrement précieuse dans un certain sens.
Les bâtiments classés (5 bleus et 7 verts) sont:
| Image | Nom                                    | Constructeur    | Architecte          | Lieu                                                                          | Réf.   |
| ----- | -------------------------------------- | --------------- | ------------------- | ----------------------------------------------------------------------------- | ------ |
|       |                                        |                 |                     |                                                                               |        |
|       | Résidence du domaine Cottage de jardin | XVIIIème siècle |                     | Enskede Gårdsväg                                                              | [ 3 ]  |
|       | L'ancienne école d'Enskede Gård        | 1815            |                     | Odelbergsvägen 41                                                             | [ 4 ]  |
|       | Gråstensladan/Stall                    | 1868            |                     | Enskede Gårdsväg 4                                                            | [ 5 ]  |
|       | Corps de logis                         | 1805-1807       | G.M. Kolmodin       | Enskede Gårdsväg 25                                                           | [ 6 ]  |
|       | Grenier Fyrkanten                      | 1838-1850       |                     | Enskede Gårdsväg 14A-E                                                        | [ 7 ]  |
|       |                                        |                 |                     |                                                                               |        |
|       | Maison jumelée                         | 1906-1907       | Rudolf Arborelius   | Tallvägen 6-8                                                                 | [ 8 ]  |
|       | Maison jumelée                         | 1926-1927       |                     | Dammtrappgatan 34-36                                                          | [ 9 ]  |
|       | Maison individuelle                    | 1926-1927       | AB Träkol i Vansbro | Delägargatan 32                                                               | [ 10 ] |
|       | Maison individuelle                    | 1925-1926       | Sven Wallander      | Dammtrappgatan 20                                                             | [ 11 ] |
|       | Maison multifamiliale                  | 1930-1932       | Edvin Engström      | Odelbergsvägen 21                                                             | [ 12 ] |
|       | Maison individuelle                    | 1933            | Edvin Engström      | Odelbergsvägen 50                                                             | [ 13 ] |
|       | Maison à lattes                        | 1944-1947       |                     | Palmfeltsvägen 51-69, Skjulvägen 12-22, Palmfeltsgränd 1-5, Visthusvägen 4-10 | [ 14 ] |